# Siemieniotka
La sopa siemieniotka es una sopa silesiana a base de semillas de cáñamo, que a menudo se come en la comida tradicional de Nochebuena, llamada en Polonia Wigilia. El nombre del plato proviene de su componente principal, semillas (siemie).
Las semillas de cáñamo se cocinan, se separan de las cáscaras, se muelen en pasta y se mezclan con leche y miel.